# Sarsina
Sarsina ist eine italienische Gemeinde (comune) mit 3337 Einwohnern (Stand 31. Dezember 2023) in der Provinz Forlì-Cesena in der Emilia-Romagna. Die Gemeinde liegt etwa 35,5 Kilometer südsüdöstlich von Forlì und etwa 25,5 Kilometer südsüdwestlich von Cesena am Savio.

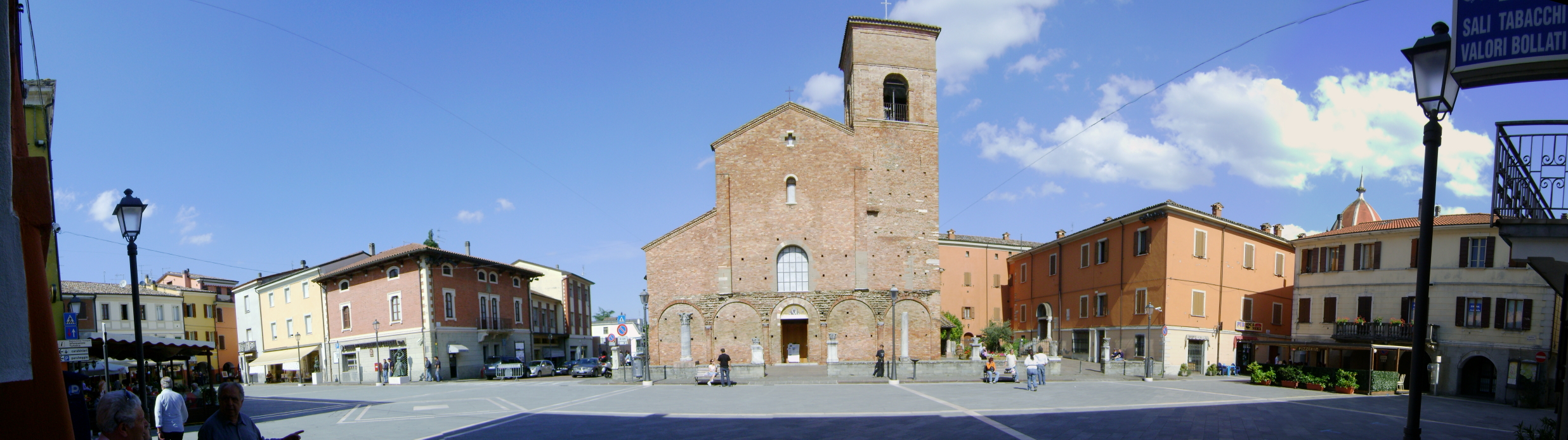
Plautus-Platz in Sarsina

## Geschichte
Die Geschichte Sarsinas beginnt mit einer Siedlung der Umbrer am Savio im vierten Jahrhundert vor Christus. Mit dem Einfluss Roms wurde die Stadt 266 vor Christus eine Bundesgenossin der Stadt am Tiber. Durch die Stationierung von Truppen gewann die Stadt, als Sassina bezeichnet, weiter an Bedeutung, bis sie am Ende des dritten Jahrhunderts nach Christus vermutlich durch Barbaren zerstört wurde. Der erste Bischof der Stadt, Vizinius, wurde ebenfalls zum Ende des dritten Jahrhunderts benannt. Das Bistum bestand fort bis 1986. Dann wurde es mit dem Bistum Cesena zum Bistum Cesena-Sarsina fusioniert.
Bei einer Vergeltungsaktion 1944 tötete oder verletzte die deutsche Wehrmacht sehr viele Menschen und brannte mehrere öffentliche Gebäude und Privathäuser nieder.

## Sehenswürdigkeiten
- Basilika San Vicinio, 10.–11. Jh., romanisch
- Via Cesio Sabino, Hauptstraße der Altstadt, einige der Häuser aus Marmor
- Reste des antiken Forums, großenteils überbaut

## Gemeindepartnerschaften
- Lezoux, Département Puy-de-Dôme
- Grebenstein, Hessen
- Lopik, Provinz Utrecht

## Töchter und Söhne der Stadt
- T. Macc(i)us Plautus († 184 v. Chr.), alt-römischer Dichter[2]

## Verkehr
Durch die Gemeinde führt die Strada Statale 3bis Tiberina sowie die frühere Strada Statale 71 Umbro Cesentinese Romagnola.